# 斯維爾德洛夫斯克州
斯維爾德洛夫斯克州（羅馬化：Sverdlovskaya oblast）是俄羅斯聯邦主體之一，屬於乌拉尔联邦管区，首府葉卡捷琳堡。大部份位於烏拉爾山脈東麓，面積194,800平方公里，2021年人口為4,268,998。1993年，当地建立了短暂存在的乌拉尔共和国政权。

## 地理
本州主要散落於烏拉爾山脈的中部和北部向東的山麓及西西伯利亞平原。只有西南面延伸至烏拉爾山脈的西麓。
州內最高的山峰均位於烏拉爾山脈的北部。山脈的中部雖然多山，但少有突尖起來的高峰。平均海拔為海平面上300到500公尺。

## 姊妹地區
- 巴地頭頓省
- 黑龍江省哈爾濱市

## 著名人物
- 葉利欽：俄羅斯聯邦第一任總統（出生）。
- 雅科夫·米哈伊洛维奇·斯维尔德洛夫：共產黨的革命領袖，本州以他的姓來命名。

## 著名事件
- 佳特洛夫事件，苏联1959年乌拉尔登山者遇难事件

## 外部連結
- 斯維爾德洛夫斯克州的Facebook專頁
- Investment portal of Sverdlovsk Oblast （页面存档备份，存于）
- （俄文） Official website of the Government of Sverdlovsk Oblast （页面存档备份，存于）